# Bell 214
Le Bell 214 est un hélicoptère de transport à vocation tant civile que militaire développé aux États-Unis dans les années 1970. Descendant direct du Bell 205 il est considéré comme le plus puissant hélicoptère monomoteur au monde. Il a notamment été acquis à titre militaire par l'Iran où il est appelé Isfahan. Il a donné naissance à une version profondément améliorée et agrandie désigné Bell 214ST.

## Historique

### Développement
En 1968 les responsables de Bell annoncèrent leur intention de lancer le développement d'un nouvel hélicoptère de transport connu sous la désignation temporaire de Huey Plus. Il s'agissait alors de développer une version plus puissante du Bell 205. L'appareil reçut alors la désignation de Bell 214. Si extérieurement peu de choses semblait le distinguer de son prédécesseur, il faut remarquer que le nouvel hélicoptère disposait d'un turbomoteur bien plus puissant, un Lycoming T53L7 d'une puissance nominale de 1900 chevaux, soit 800 de plus que les UH-1D alors en service dans l'US Army. Le prototype réalisa son premier vol en 1970. Les appareils de série dérivés de ce prototype furent désignés Bell 214A dont le premier vol à lieu le 14 mars 1974.
C'est en 1973 que Bell annonça son intention de développer deux versions directement dérivées du Bell 214A et destinées au travail aérien pour l'une et aux missions de type SAR pour le second. La première version fut désignée Bell 214B tandis que la suivante devenait logiquement Bell 214C. 
Le Bell 214B fut intensivement testé dès 1974 pour des missions de travail en montagne, mais également comme hélicoptère bombardier d'eau, ou encore comme aéronef de travail agricole. Devant les bons résultats de ces tests les équipes de Bell ne tardèrent pas à le surnommer Big Lifter (gros porteur en français).
Le Bell 214C de son côté n'était ni plus ni moins qu'un Bell 214A sur lequel avait été greffé un treuil mécanique extérieur.

### Utilisation

#### Engagements militaires
Le plus gros utilisateur du Bell 214 fut sans aucun doute l'Iran avec ses 293 exemplaires. Les Isfahan iraniens furent engagés contre l'Irak de Saddam Hussein lors de la guerre qui opposa les deux pays. Les Isfahan furent surtout utilisés comme hélicoptères de transport de troupes, mais également pour l'évacuation sanitaire. De son côté la marine iranienne employa une partie de ses Bell 214C pour des missions SAR. Les Bell 214 iraniens ont servi de base de travail au développement du Panha Shabaviz 2-75 (en).
L'Équateur a également employé en opération ses Bell 214, lors notamment de l'incident du Paquisha au début de l'année 1981. Les hélicoptères équatoriens y transportaient des troupes.

#### Utilisateurs militaires
Voici les pays utilisant encore en 2013 ou ayant utilisé à titre militaire des Bell 214.
- Émirats arabes unis
- Équateur.
- Iran.
- Oman.

#### Utilisation à caractère civil
Le Bell 214B a principalement été acquis par des sociétés privées, notamment en France où il a volé pour du travail en montagne. Il est également utilisé par des sociétés en Australie, au Canada ainsi qu'aux États-Unis. En 2013 plusieurs appareils semblaient encore en état de vol.

## Aspects techniques

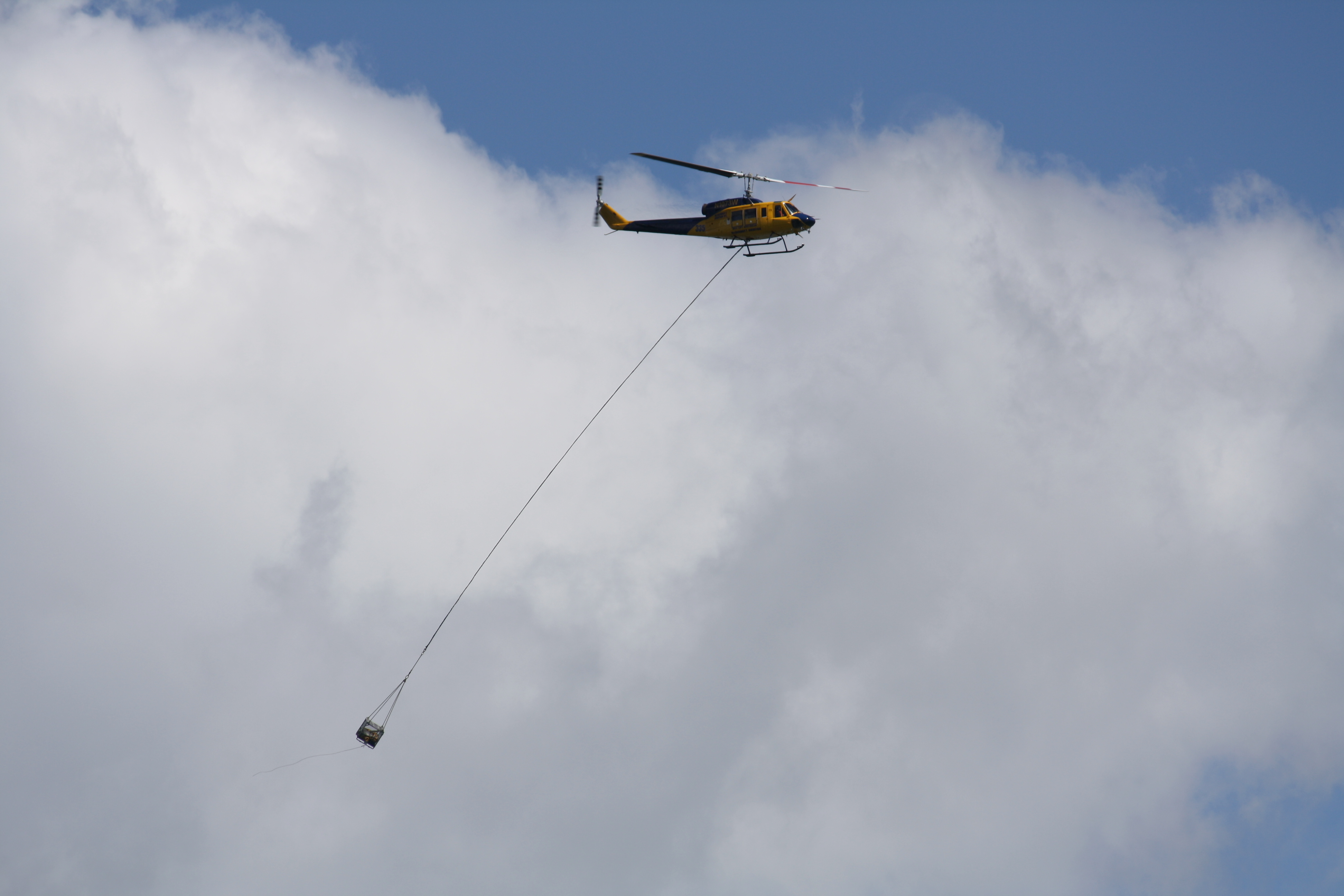
Bell 214B civil américain en vol.

### Description
Le Bell 214 est un hélicoptère monomoteur construit intégralement en métal. Il dispose d'un atterrisseur composé de deux patins. Sa propulsion est assurée par un turbomoteur entraînant un rotor principal et un rotor anticouple bipales tous les deux. Doté d'un cockpit biplace côte à côte il possède une cabine permettant l'accueil d'une petite dizaine de passagers.

### Versions
- Bell 214A Huey Plus : Désignation de la version standard de transport militaire. Désignée Isfahan en Iran.
- Bell 214B Big Lifter : Désignation de la version standard de travail aérien.
- Bell 214C : Désignation de la version standard de SAR.
- Bell 214ST : Désignation d'une version profondément agrandie et modifiée.